# 森岡大貴
森岡 大貴（もりおか ひろき、1991年 - ）は、日本のボディワーカー、NESTA（全米エクササイズ&スポーツトレーナー協会）認定NESTA-PFT（パーソナルフィットネストレーナー）。
自身のスタジオ（ MoRinga-GYM)でファッション専属モデルや女優、アスリートなど、身体を資本とした女性を中心に、脳神経学・機能解剖学・運動生理学に基づいた姿勢改善・ボディメイクを指導。 全国女性誌のボディメイク企画・記事監修、指導者育成なども行っている。

## 経歴
全米フィットネス資格保有トレーナーであるひろ先生の、Instagramエクササイズ投稿が評判で3年でフォロワーが20万人増加。
身体の解説やトレーニングの意味などの座学を受けられるオンラインサロンも開催している。
2020年に自身のスタジオ（ MoRinga-GYM兵庫県明石店）をオープンし、2023年にMoRinga-GYM表参道参道店をオープンした。
その他にも赤坂、明石に2店舗、自身のプロデュースする小顔サロンMoRingaがある。

## サッカー経歴
- Jリーグ下部組織選手(J1ヴィッセル神戸)2004年〜2006年
- Jリーグ特別指定練習生(J1セレッソ大阪) 2009年
- 7人制サッカー関西1部リーグ得点王（2019年）
- 7人制サッカー関西1部リーグベスト7優秀選手（2019年 ）
- 7人制サッカーシーズン日本最多得点（2019年）

## 出演[4]

### 雑誌
- 「美人百花」2021年2月号
- 「non-no」2023年7.8月号

### 監修/掲載
- 「着たい服のために! 見えるとこだけボディ強化合宿」集英社non-no 2023年7.8月号
- 【着たい服別簡単エクササイズ】くっきり鎖骨でデコルテあきトップスに挑戦！non-no web
- 【着たい服別簡単エクササイズ】ほっそり二の腕でノースリーブに挑戦！太く見える原因も！non-no web
- 【着たい服別簡単エクササイズ】 ぺたんこお腹＆上向きヒップでマーメイドスカートをきれいにはく！non-no web
- 【着たい服別簡単エクササイズ】 美くびれウエストでローライズボトムをはく！non-no web
- 【着たい服別簡単エクササイズ】すっきり太もも＆ふくらはぎでミニボトムに挑戦！non-no web
- 【簡単エクササイズ】脚が太く見える主な原因は？ すっきり太もも＆ふくらはぎの簡単エクササイズ！non-no web